# Sianne
La Sianne è un fiume francese del Massiccio Centrale che scorre nei dipartimenti del Puy-de-Dôme, del Cantal e dell’Alta Loira nella regione storica dell’Alvernia, e che sfocia nell’Alagnon, subaffluente della Loira.

## Geografia
La sorgente si trova a 1484 metri di altitudine nel massiccio del Cézallier, presso il luogo chiamato Le Buron de Thioulouse Haut, nel comune di Anzat-le-Luguet. Il corso d’acqua si dirige inizialmente a sud-est formando la cascata della Terrisse. Attraversa i territori di Vèze, Molèdes, Allanche e bagna Auriac-l'Église. Si muove quindi verso nord-est e si getta nell’Alagnon insieme alla Voireuze, nel comune di Blesle.